# Urbano Sacchetti

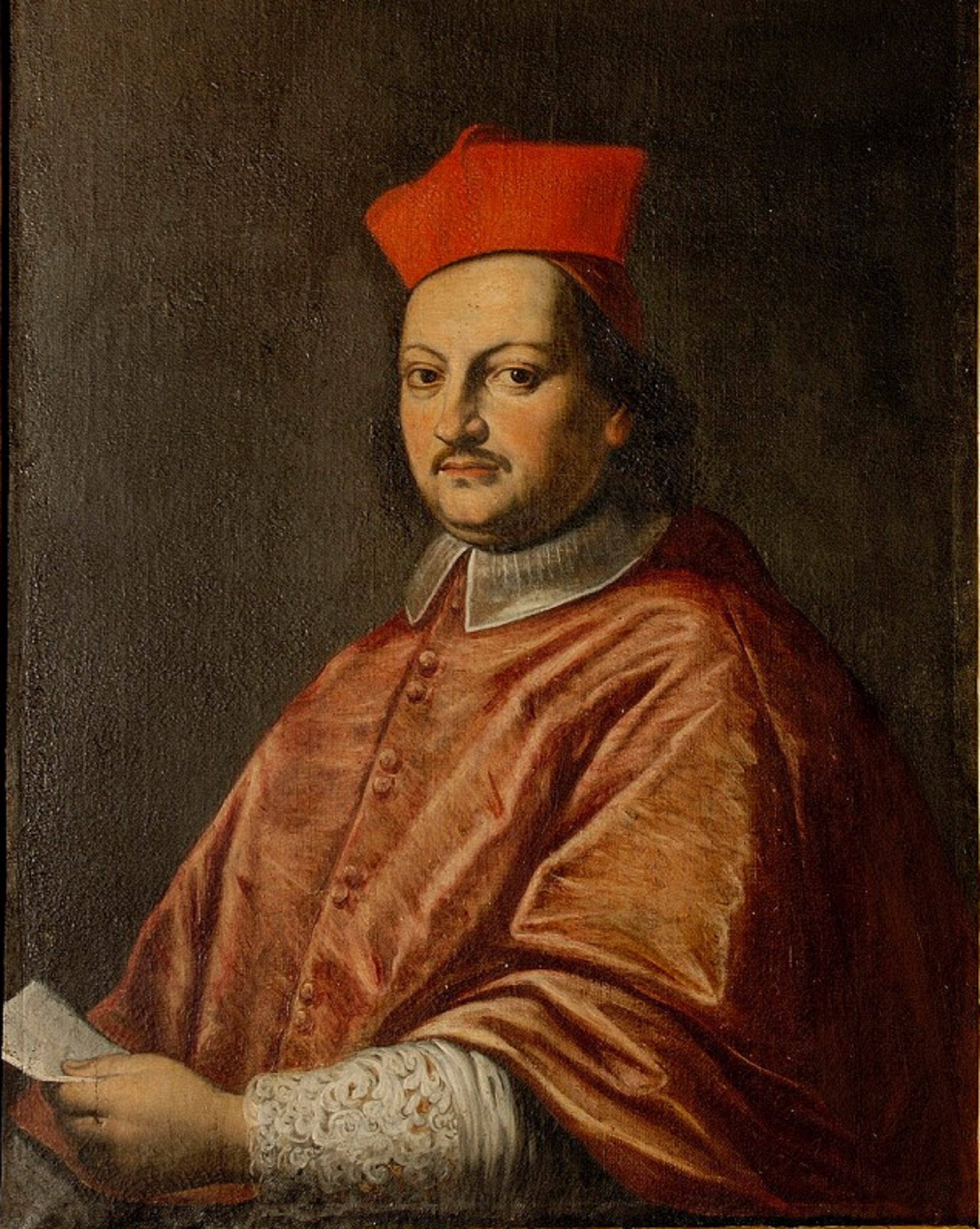
Urbano Kardinal Sacchetti

Kardinalswappen von Urbano Sacchetti (schematische Darstellung)

Urbano Sacchetti (* 7. März 1640 in Rom; † 6. April 1705 ebenda) war ein italienischer Geistlicher, Bischof von Viterbo und Kardinal.

## Leben
Er stammte aus der Familie der Marchesi von Castelromano und war der zweite Sohn von Matteo Sacchetti und Cassandra Rucellai sowie ein Neffe des Kardinals Giulio Cesare Sacchetti. Bei seiner Taufe am 26. März 1640 in der Kirche San Giovanni dei Fiorentini hatte er Kardinal Antonio Barberini zum Paten.
Für die kirchliche Laufbahn bestimmt, übernahm es sein Onkel, Kardinal Giulio Sacchetti, sich um seine Ausbildung zu kümmern und ihn finanziell zu unterstützen. Urbano Sacchetti erhielt seine erste Bildung am Collegio Romano und ging 1654 zusammen mit seinem älteren Bruder Giovanni Battista nach Siena, um sein Studium am Collegio della Sapienza zu vervollständigen. Urbano Sacchetti widmete sich den studia humanitatis, dem Studium der Geschichte sowie der Rechte und erlangte am 14. Januar 1662 an der Universität Pisa den Grad eines Doctor iuris utriusque. Zusammen mit seinem Bruder unternahm er – wohl nach dem Vorbild von Marcello Sacchetti im Jahre 1622 – ab 1656 eine Reise durch Europa, die die beiden jungen Männer zunächst nach Ingolstadt und andere Städte in Bayern führte. Auf Anraten des Onkels, der im Sinne der aufkommenden Apodemik auch Ratschläge zu Verhaltensweisen gab, reisten die beiden Brüder nach Frankfurt am Main weiter, um dort Zeugen des Reichstages zu sein. Urbano und sein Bruder kamen wenige Tage nach der Wahl von Leopold I. (18. Juli 1658) in Frankfurt an. Der Reiseverlauf wurde aufgrund des Todes ihres Vaters am 14. Juli 1658 geändert, aber die Reise wurde dessen ungeachtet nach Paris fortgesetzt, wo sie auf Empfehlung des Kardinals Giulio Sacchetti von Kardinal Mazarin empfangen wurden, der seit Mai desselben Jahres ihren Besuch erwartete. Von Paris aus traten Urbano und sein Bruder die Reise nach England an und kehrten dann durch die Niederlande nach Paris zurück. Die Erfahrung des Lebens am französischen Hof, die Beziehungen zu Mazarin und dem König werden in den Briefwechseln mit dem Onkel zum überwiegenden Zweck dessen, was zunächst als Bildungsreise geplant war.
Nach Rom zurückgekehrt, wurde Urbano Sacchetti am 7. November 1661 Apostolischer Protonotar. Er bekleidete eine Reihe von höheren Ämtern in der Kurie.
Papst Innozenz XI. kreierte ihn im Konsistorium vom 1. September 1681 zum Kardinal. Den roten Hut erhielt Urbano Sacchetti am 22. September 1681, am selben Tag erfolgte seine Installation als Kardinaldiakon von San Nicola in Carcere. Die Priesterweihe empfing er am 5. März 1682.
Am 29. März 1683 wurde Urbano Sacchetti zum Bischof von Viterbo und Toscanella erwählt. Die Bischofsweihe spendete ihm am 2. Mai desselben Jahres in der römischen Kirche Sant’Agnese in Agone Kardinal Alderano Cibo, Mitkonsekratoren waren Giacomo Altoviti, Lateinischer (Titular-)Patriarch von Antiochia, und Erzbischof Odoardo Cibo. Als Kardinal nahm Urbano Sacchetti am Konklave 1689 teil, das Papst Alexander VIII. wählte. Am 28. November 1689 optierte er zur Titeldiakonie Santa Maria in Via Lata. Urbano Sacchetti war Kardinalprotodiakon, als er am Konklave 1691 teilnahm, aus dem Innozenz XII. als Papst hervorging, den er krönte. Kardinal Sacchetti optierte am 22. Dezember 1693 zur Kardinalsklasse der Kardinalpriester und für die Titelkirche San Bernardo alle Terme. Am Konklave 1700, das Papst Clemens XI. wählte, nahm er nicht teil. Er resignierte am 24. Januar 1701 auf seine Diözese. Am 14. Januar 1704 optierte er schließlich zur Titelkirche Santa Maria in Trastevere.
Urbano Sacchetti starb am 6. April 1705 gegen Mittag an den Folgen eines Schlaganfalls, den er sechs Jahre zuvor erlitten hatte. Er wurde in der römischen Kirche San Giovanni dei Fiorentini beigesetzt.

## Wirken
Als Innozenz XII. im Mai 1696 Viterbo besuchte, begleitete Kardinal Sacchetti den Papst. Unter seinem Episkopat gewährte er Rosa Venerini die Errichtung einer Schule für arme Mädchen; er ließ die Kirche San Lorenzo ausbauen und gab bei Giuseppe Passeri Fresken in Auftrag. Ferner spielte er eine maßgebliche Rolle bei der Kanonisierung von Giacinta Marescotti, die 1688 eingeleitet worden war. Nachdem er am 19. Januar 1692 eine positive Stellungnahme zur Tugendhaftigkeit dieser Frau abgegeben hatte, wurde er von der Ritenkongregation aufgefordert, den Heiligsprechungsprozess zu beginnen, ihren heroischen Tugendgrad festzustellen und die erforderlichen Wunder nachzuweisen. Der Kardinal intervenierte bei der Indexkongregation, um zu verhindern, dass eine Lebensbeschreibung der Heiligen, in der Marescotti „Predigerin“ genannt wurde, auf den Index gesetzt wurde.